# Z shell
Z shell（Zsh）是一款可用作交互式登录的shell及脚本编写的命令解释器。Zsh对Bourne shell做出了大量改进，同时加入了Bash、ksh及tcsh的某些功能。
2019年時，在MacOS上由於Bash的版本已經很舊(v3.2.57)，而新版本的Bash v5改採GPLv3授權，這是Apple公司無法接受的。於是自當時起，macOS的預設Shell已從Bash改為Zsh。
Kali Linux也使用zsh作为默认shell。

## 起源
保罗·弗斯塔德（Paul Falstad）于1990年在普林斯顿大学求学时编写了Zsh的初版。名称zsh源于耶鲁大学教授邵中（Zhong Shao，后转为普林斯顿大学教授)  — 保罗将教授的用户名"zsh"作为此Shell的名称。

## 特性
特性包括：

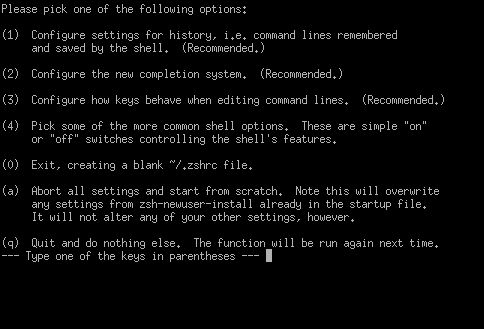
Z shell向新用户提供的配置工具

- 可帮助用户键入常用命令选项及参数的可编程命令行补全功能（英语：command-line completion），自带对数百条命令的支持
- 可与任意Shell共享命令行历史记录
- 可在无需运行外部程序（如find）的情况下通过文件扩展（英语：glob (programming)）匹配文件
- 改进变量/数组处理方式
- 在单缓冲区内编辑多行命令
- 拼寫檢查
- 多种兼容模式（例如，Zsh可在运行为/bin/sh的情况下伪装成Bourne shell）
- 可编程的命令行界面，包括将提示行信息显示在屏幕右侧并在输入过长指令时自动隐藏的功能
- 可加载模块可提供额外支持：完整传输控制协议、Unix域套接字控制、FTP客户端及扩展数学函数。
- 自带where命令，其与which命令类似，但是显示指定于$PATH中所指定指令的全部位置，而不是仅显示所使用指令的位置。
- 目录名称。此功能可让用户设置快捷方式，（如~mydir，与~及~user的工作方式相似）。

## Oh My Zsh

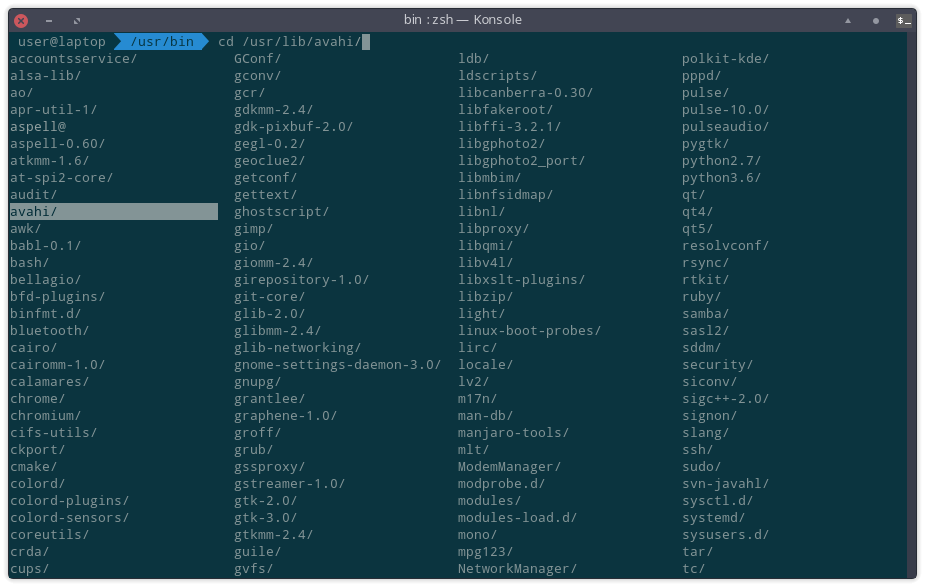
运行于Konsole终端模拟器上使用Agnoster主题的Zsh

用户社区网站"Oh My Zsh"收集Z shell的第三方插件及主题。截止于2018年，其GitHub源共有超过1000位贡献者、200多款插件和超过140款主题。同时也带有更新已安装插件及主题的自动更新工具。

## 另请参阅
- Shell对比（英语：Comparison of command shells）

### 官方
- 主要网站 （页面存档备份，存于）
- Sourceforge 项目页 （页面存档备份，存于）
- 邮件列表存档 （页面存档备份，存于）
- ZSH维基 （页面存档备份，存于）

### 文章
- Zzapper的ZSH小技巧 （页面存档备份，存于）
- TuxRadar：轻松上手Z Shell （页面存档备份，存于）
- 用户指南 （页面存档备份，存于）

### 其他
- 中的“zsh”